# والمت
والمت (فنلاندی: Valmet) یک شرکت توسعه‌دهنده و تأمین‌کننده فناوری سیستم‌ها و اتوماسیون صنایع کاغذسازی و صنعت انرژی است.
این شرکت که در سال ۱۹۵۱ تأسیس شده بود در ابتدا محصولاتی همچون لوکوموتیو، هواپیماهای تک موتوره، تراکتور، کشتی و اسلحه تولید می‌کرد اما در سال ۱۹۹۹ منحل شده و سپس در سال ۲۰۱۳ دوباره بازگشایی شد و وارد صنعت کاغذسازی و صنعت انرژی شده‌است.